# Co-op Atlantique
Ne doit pas être confondu avec Coop Atlantique.
Co-op Atlantique est une coopérative de consommation canadienne, dont le siège est à Moncton, au Nouveau-Brunswick. compte 99 succursales dans les provinces de l'Atlantique et au Québec et son chiffre d'affaires s'élève à plus d'un milliard de dollars en 2010, faisant d'elle la dixième entreprise au Canada atlantique en 2007. Elle opère aussi des dépanneurs (RiteStop), des épiceries (ValueFoods), des magasins de campagne, des magasins de jardinage, une usine de moulée, des pharmacies (Medicine Shoppe), une compagnie immobilière (Avide), une compagnie de sécurité (Maximum Security) et un distributeur de produits pétroliers.